# Miloš Brezinský
Miloš Brezinský (* 2. dubna 1984 v Trenčíně) je slovenský fotbalový obránce a bývalý reprezentant, od ledna 2015 působící v ASK Kottingbrunn. Mimo Slovensko působil v Česku, Rumunsku, Rakousku a Kazachstánu.

## Klubová kariéra
Svoji fotbalovou kariéru začal v Novém Meste nad Váhom, odkud v průběhu mládeže zamířil do Trenčína. V roce 2002 přišel jako další slovenská akvizice do týmu Liberce, kde se trvaleji neprosadil. V roce 2004 zamířil hostovat do Kladna. Poté působil na hostování v Rimavské Sobotě. V roce 2005 odešel na hostování do Mladé Boleslavi, kde už nastupoval pravidelně. Po sezoně si ho Liberec stáhl zpět a i když Miloš nastoupil k 11 utkáním a vstřelil 2 branky, do týmu se ani na druhý pokus nedostal. V létě 2007 odešel na hostování do Sparty Praha, kde odehrál dalších 11 zápasů.
Po ukončení hostování na Spartě pak přestoupil v létě 2008 do rumunského týmu Politechnika Temešvár, kde se setkal mj. se slovenskými spoluhráči Mariánem Čišovským a Jánem Kozákem. 23. června 2010 byl jeho kontrakt rozvázán.
Z Temešváru před sezonou 2010/2011 zamířil do západočeského klubu FC Viktoria Plzeň. Tady v následující sezoně nedostával moc prostoru a byl poslán na hostování do Dynama České Budějovice. Po sezoně přestoupil do kazašského Akžajyku a po půl roce směřoval do Tatranu Prešov. V zimním přestupovém období ročníku 2013/14 odešel do Seredě, odkud později zamířil podruhé do Rimavské Soboty. V lednu 2015 podepsal smlouvu s rakouským Kottingbrunnem.

## Reprezentační kariéra

### Mládežnické reprezentace
Slovensko postoupilo na Mistrovství světa hráčů do 20 let 2003 ve Spojených arabských emirátech, jehož se Brezinský zúčastnil (družstvo prohrálo v osmifinále 1:2 po prodloužení s Brazílií). V prvním střetnutí Slovenska v základní skupině proti Spojeným arabským emirátům 27. listopadu 2003 vstřelil úvodní gól a podílel se tak na výhře 4:1.

### A-mužstvo
Ve slovenské seniorské reprezentaci debutoval 22. srpna 2007 v domácím přátelském utkání proti Francii (výhra Francie 1:0). Brezinský nastoupil na hřiště v 85. minutě.
Za slovenskou reprezentaci odehrál v letech 2007–2008 celkem 3 zápasy, gól nedal.
Zápasy Miloše Brezinského v A-mužstvu Slovenska
| Rok    | Zápasy | Góly |
| ------ | ------ | ---- |
| 2007   | 2      | 0    |
| 2008   | 1      | 0    |
| Celkem | 3      | 0    |